# Guerrier Dieuseul
Guerrier Dieuseul, né le 8 janvier 1977 à Jacmel, est journaliste haïtien. Président, directeur général de radio métronome à Jacmel et journaliste politique de la radio télévision caraïbe.

## Biographie
Né à Jacmel le 8 janvier 1977, Guerrier Dieuseul a montré très tôt un intérêt pour le journalisme. Après avoir terminé ses études secondaires dans plusieurs institutions prestigieuses de Jacmel, telles que le collège Saint Antoine de Padoue, Isaac Louverture et le lycée Pinchinat, Guerrier Dieuseul décide de poursuivre son rêve. Il a intégré l’Institut de communication et de journalisme (ICJ) et approfondit ses connaissances à la faculté de droit de jacmel. Dès le début de sa carrière, il montre un engagement envers son métier, décrochant rapidement un stage à radio Ephphata FM, où il fait ses premières armes en tant que présentateur. Plus tard, il rejoint d'autres stations telles qu'Hispaniola FM et radio express continental, où il perfectionne son style et sa rigueur journalistique.
En 2002 sa réputation grandit dans tout le sud-est, et devient correspondant de radio haïti Inter, une reconnaissance de son professionnalisme et de son talent. Au fil des années, Guerrier a su s’imposer comme une voix incontournable dans le milieu médiatique haïtien. Aujourd'hui, en tant que PDG de radio métronome à Jacmel, il continue à animer et à informer, malgré les difficultés socio-économiques et politiques qui secouent le pays.
En 2008, Dieuseul a rejoint la salle des nouvelles de (RTVC) à port-au-prince, une étape importante dans sa carrière. Depuis, il co-dirige le service des informations de la station et anime l’émission quotidienne premye okazyon. Son travail se distingue par une approche neutre et mesurée, ce qui lui a valu une réputation de journaliste équilibré dans un contexte de tensions politiques en haïti. Son rôle dans les médias, Guerrier Dieuseul est activement engagé dans des initiatives sociales. En 2024, il a été nommé ambassadeur du réseau national des groupes sanguins de rhésus négatifs (RENAGSANG). Aux côtés de Chrisnette Saint-Georges, il s’efforce de sensibiliser la population à l’importance du don de sang, une cause cruciale dans un pays où les besoins en transfusion sanguine sont élevés.

## Enfance
Dieuseul Guerrier est né à la Montagne, une section communale dans les hauteurs de Jacmel. Dès son plus jeune âge, il manifeste une grande curiosité pour le monde qui l’entoure. Il commence ses études primaires à l’école presbytérale de baguette, avant de rejoindre l’école nationale Edeze Gousse à Jacmel pour poursuivre son éducation. Pendant ses vacances à la montagne, Guerrier a une expérience qui allait orienter son parcours futur. Lors d'une manifestation religieuse organisée par des missionnaires, il observe avec fascination le travail des journalistes venus couvrir l’événement. Ce moment éveilla en lui le désir de devenir, un jour, l’un de ces reporters qui racontent l’histoire et donnent la parole à ceux qui n’en ont pas.

## Vie personnelle et hommage
Malgré les pressions inhérentes à son métier et les défis quotidiens, Guerrier Dieuseul a su maintenir un équilibre grâce à sa famille et ses proches. Père de famille, il trouve dans ses moments en famille un refuge contre les aléas du quotidien et la volatilité de la scène médiatique haïtienne. Fidèle à ses principes de tolérance, de respect mutuel, et de culture de l'écoute, il s’efforce de rester fidèle à l’éthique de la profession, malgré les déceptions accumulées au fil des ans. Pour lui, le journalisme est avant tout un service à la communauté, un moyen d’aider les autres à mieux comprendre leur réalité et à se faire entendre. Le 8 septembre 2021, la communauté haïtienne a assisté aux funérailles de sa mère, un événement qui a profondément touché le journaliste et ses proches. Cet épisode a montré le soutien massif dont il bénéficie de la part de la société haïtienne, notamment à travers des hommages de collègues, d'amis, et de personnalités influentes.
Selon les journaux, une romance inattendue entre la mairesse de Tabarre, Nice Simon, et Guerrier Dieuseul, journaliste de radio caraïbes, a attiré l'attention du public ainsi que celle de StarUne Magazine. Les deux personnalités ont été vues ensemble à plusieurs reprises, alimentant les rumeurs d'une relation amoureuse. À la suite de ces spéculations, une source proche du couple a confirmé à StarUne que Guerrier et Nice entretiennent effectivement une relation secrète, mais passionnée, loin des regards indiscrets. Leur amour, qui semble résister à leurs emplois du temps chargés et à la pression médiatique, repose sur une complicité et un dévouement mutuels.
Malgré les rumeurs qui circulent, ni Nice Simon ni Guerrier Dieuseul n'ont encore confirmé publiquement leur relation. Ils semblent préférer préserver leur intimité, loin des projecteurs. En attendant de potentiels développements, StarUne promet de suivre cette affaire de près. Cette révélation offre un aperçu de la vie privée de ces deux figures publiques, humanisant leur image tout en attisant la curiosité de leurs admirateurs.

## Distinctions
- En 2018, Guerrier Dieuseul, a été nommé pour le prix Journalistes-Défenseurs des Droits Humains[8].